# Mangrovispora
Mangrovispora är ett släkte av svampar. Mangrovispora ingår i ordningen Phyllachorales, klassen Sordariomycetes, divisionen sporsäcksvampar och riket svampar.
|               | Phaeochoraceae                                                                      |
|               |                                                                                     |
|               | Phyllachoraceae                                                                     |
|               |                                                                                     |
|               | Lichenochora                                                                        |
|               |                                                                                     |
| Mangrovispora | \| \| Mangrovispora pemphii \| \| \| \| \| \| Mangrovispora irregularis \| \| \| \| |
|               | \| \| Mangrovispora pemphii \| \| \| \| \| \| Mangrovispora irregularis \| \| \| \| |
|               | Palmomyces                                                                          |
|               |                                                                                     |
|               | Maculatifrondes                                                                     |
|               |                                                                                     |
|               | Phycomelaina                                                                        |
|               |                                                                                     |
|               | Uropolystigma                                                                       |
|               |                                                                                     |
|               | Lindauella                                                                          |
|               |                                                                                     |
|               | Cyclodomus                                                                          |
|               |                                                                                     |
|               | Mangrovispora pemphii                                                               |
|               |                                                                                     |
|               | Mangrovispora irregularis                                                           |
|               |                                                                                     |

|  | Mangrovispora pemphii     |
|  |                           |
|  | Mangrovispora irregularis |
|  |                           |